# Епархия Ла-Риохи
Епархия Ла-Риохи (лат. Dioecesis Rioiensis, исп. Diócesis de La Rioja) — епархия Римско-Католической церкви с центром в городе Ла-Риоха, Аргентина. Епархия Ла-Риохи входит в митрополию Сан-Хуана-де-Куйо. Кафедральным собором епархии Ла-Риохи является церковь святого Николая.

## История
20 апреля 1934 года Папа Римский Пий XI выпустил буллу «Nobilis Argentinae nationis», которой учредил епархию Ла-Риохи, выделив её из епархии Кордовы (сегодня — архиепархия Кордовы).

## Ординарии епархии
- епископ Froilán Ferreira Reinafé (13.09.1934 — 22.02.1964);
- епископ Horacio Arturo Gómez Dávila (22.02.1964 — 3.07.1968);
- епископ Enrique A. Angelelli Carletti (3.07.1968 — 5.08.1976);
- епископ Bernardo Enrique Witte, O.M.I.[1] (14.04.1977 — 8.07.1992), назначен епископом Консепсьона;
- епископ Fabriciano Sigampa (30.12.1992 — 17.11.2005), назначен архиепископом Ресистенсии;
- епископ Roberto Rodríguez (24.05.2006 — 9.07.2013);
- епископ Марсело Даниэль Коломбо (9.07.2013 — 22.05.2018).
- епископ Dante Gustavo Braida (с 28 декабря 2018 года)